# Chó dại
Chó dại hay là những con chó nhà bị mắc bệnh dại, có biểu hiện các triệu chứng phát bệnh dại và thường tấn công (cắn) và gây ra tử vong cho con người vì đã trực tiếp truyền virus dại. Khi bị nhiễm virus dại, chó biểu hiện ở hai dạng là thể dại câm và thể dại cuồng. Hàng năm có nhiều ca cấp cứu vì bị chó dại cắn cũng như có nhiều báo cáo cho thấy có nhiều ca tử vong do không xử lý và điều trị kịp thời, đúng cách. Một số nhà khoa học cho rằng virút có trong nước bọt 3 ngày trước khi con vật có biểu hiện các triệu chứng lâm sàng của bệnh. Một số người khác cho rằng 7 ngày hoặc tới 13 ngày. Tuy nhiên đại đa số cho rằng thời gian này là 10 ngày. Sau khi phát bệnh thì chó chết.
Các biểu hiện lâm sàng của chó dại thường được chia làm hai thể, thể dại điên cuồng (chó lên cơn điên cuồng) và thể dại câm (chó bị bại liệt, câm lặng). Trong thực tế, nhiều con chó mắc bệnh dại có thể biểu hiện cả hai dạng lâm sàng này một cách xen kẽ nhau, thời gian đầu có biểu hiện điên cuồng, bị kích động sau đó chuyển sang dạng bị ức chế và bại liệt. Nói chung, chó bị dại tính tình thường thay đổi, nằm yên một chỗ, lừ đừ hay chạy rông, cắn xé hoảng loạn hay liệt chân, chảy nước bọt, lờ đờ rồi chết. Nhưng chó không có triệu chứng dại cũng có thể mang siêu vi, nhất là chó con. Virus xuất hiện trong nước dãi của chó khoảng 3-5 ngày trước khi con vật có những triệu chứng lâm sàng đầu tiên và trong suốt thời gian bị bệnh.

## Thể dại cuồng
Thể dại điên cuồng là biểu hiện ra bên ngoài của con chó dại bằng các triệu chứng hung hãn, dữ tợn và hay tấn công con người. Thể dại điên cuồng chỉ chiếm 1/4 các trường hợp chó dại, số còn lại là thể dại câm. Thể dại này được chia làm 3 thời kỳ:
- Thời kỳ tiền lâm sàng:

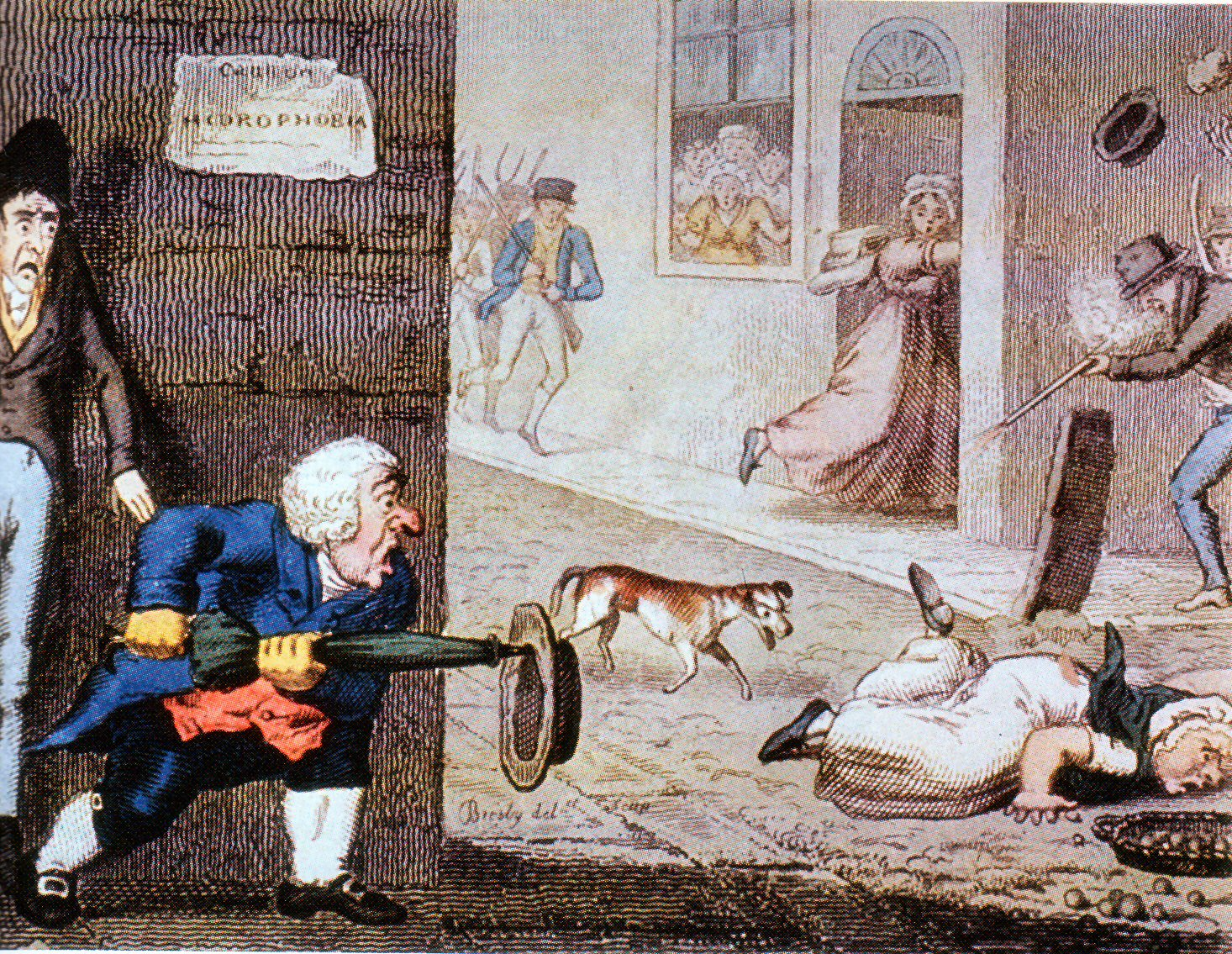
Tranh minh họa về cảnh một con chó dại tấn công người, năm 1826

Thời kỳ này rất khó phát hiện, nhất là ở thể câm, biểu hiện bằng những thay đổi trong thói quen của con vật như bứt rứt, lo lắng, có khi tỏ ra vui mừng, quấn quýt chủ hơn, hoặc chỉ tỏ ra buồn rầu. Con vật thường ăn nhiều hơn bình thường, có thể sốt, nước dãi đã có virus dại. Thời kỳ này chỉ trong vài giờ nhưng cũng có khi tới 1- 2 ngày. Chó cũng có dấu hiệu khác thường như trốn vào góc tối, kín đáo. Thái độ với chủ như gần chủ miễn cưỡng, hoặc trái lại tỏ ra vồn vã thái quá. Thỉnh thoảng sủa vu vơ, tru lên từng hồi nghe hơi xa xăm; hoặc lại bồn chồn nhảy lên đớp không khí....
- Thời kỳ phát bệnh điên cuồng:

Thời kỳ này biểu hiện bằng những biến loạn quá độ như: con vật luôn luôn cử động, nhảy lên bắt đớp những con ruồi tưởng tượng hoặc kẻ thù không có. Con vật khó nuốt như bị hóc xương, tiếng kêu khàn khàn, ồ ồ, gãy từng nhát, tiếng sủa kéo dài và cuối cùng rướn cao lên thành những tiếng hú ghê rợn. mắt đỏ ngầu, chảy dãi như bọt xà bông quanh mép. Bất cứ một sự kích thích nào dù nhỏ đều có thể làm cho chó lên cơn dại, cắn người và các con vật khác hoặc tự cắn nó, thường cắn rất mạnh và bổ ra đường chạy rông khắp nơi. hoặc rúc vào bờ bụi, xó tối và chết trong trạng thái gầy rộc, kiệt sức, bại liệt với những vết thương rớm máu trên thân thể do tự cắn xé. Phạm vi hoạt động của một con chó dại có khi lên tới 50 km. Vì vậy những con chó dại rất nguy hiểm, nó là mối nguy cơ lớn truyền bệnh dại cho người và các súc vật khác.
Các phản xạ vận động bị kích thích mạnh có thể thấy như cắn, sủa người, la dữ dội, quá vồ vập khi chủ gọi, chỉ cần có tiếng động nhẹ cũng nhảy lên sủa từng hồi dài. Vết thương nơi bị cắn ngứa, chó liếm hoặc tự cắn, cào đến rụng lông, chảy máu. Chó bỏ ăn, nuốt khó, sốt, con ngươi mắt mở to, tỏ ra khát nước muốn uống nhưng không uống được. Chó bắt đầu chảy nước dãi, sùi bọt mép, tỏ vẻ bồn chồn, cảnh giác, sợ sệt, cắn vu vơ, hay giật mình, đi lại không có chủ định, trở nên dữ tợn điên cuồng (từ 2 đến 3 ngày sau khi phát bệnh). Lúc này chó bỏ nhà ra đi và thường không trở về nhà. Trên đường đi gặp vật gì cũng lao đến cắn xé, ăn bừa bãi, tấn công các con vật khác kể cả người, vì không còn ý thức rõ ràng nên nó lao vào mọi người, kể cả chủ nó và những con vật khác để cắn xé một cách tàn bạo.
- Thời kỳ bại liệt:

Chó bị liệt không nuốt được thức ăn, nước uống, liệt hàm dưới và lưỡi nên trễ hàm và lưỡi thè ra ngoài, nước dãi chảy ra, chân sau liệt ngày càng rõ rệt. Chó chết sau 3 đến 7 ngày sau khi có triệu chứng lâm sàng đầu tiên do liệt cơ hô hấp và kiệt sức do không ăn uống được. Nói chung là nhìn chó rất tội nghiệp trong giai đoạn này, trái ngược hoàn toàn với thời kỳ điên cuồng trước đó, con vật có biểu hiện gầy mòn, mắt lõm sâu, vẻ mặt phờ phạc, kêu thất thanh, hàm trễ xuống không nuốt được nữa. Bại liệt bộ phận sau làm con vật xiêu vẹo, đi phân táo bón, bí tiểu tiện, cuối cùng vật ngã xuống và chết.

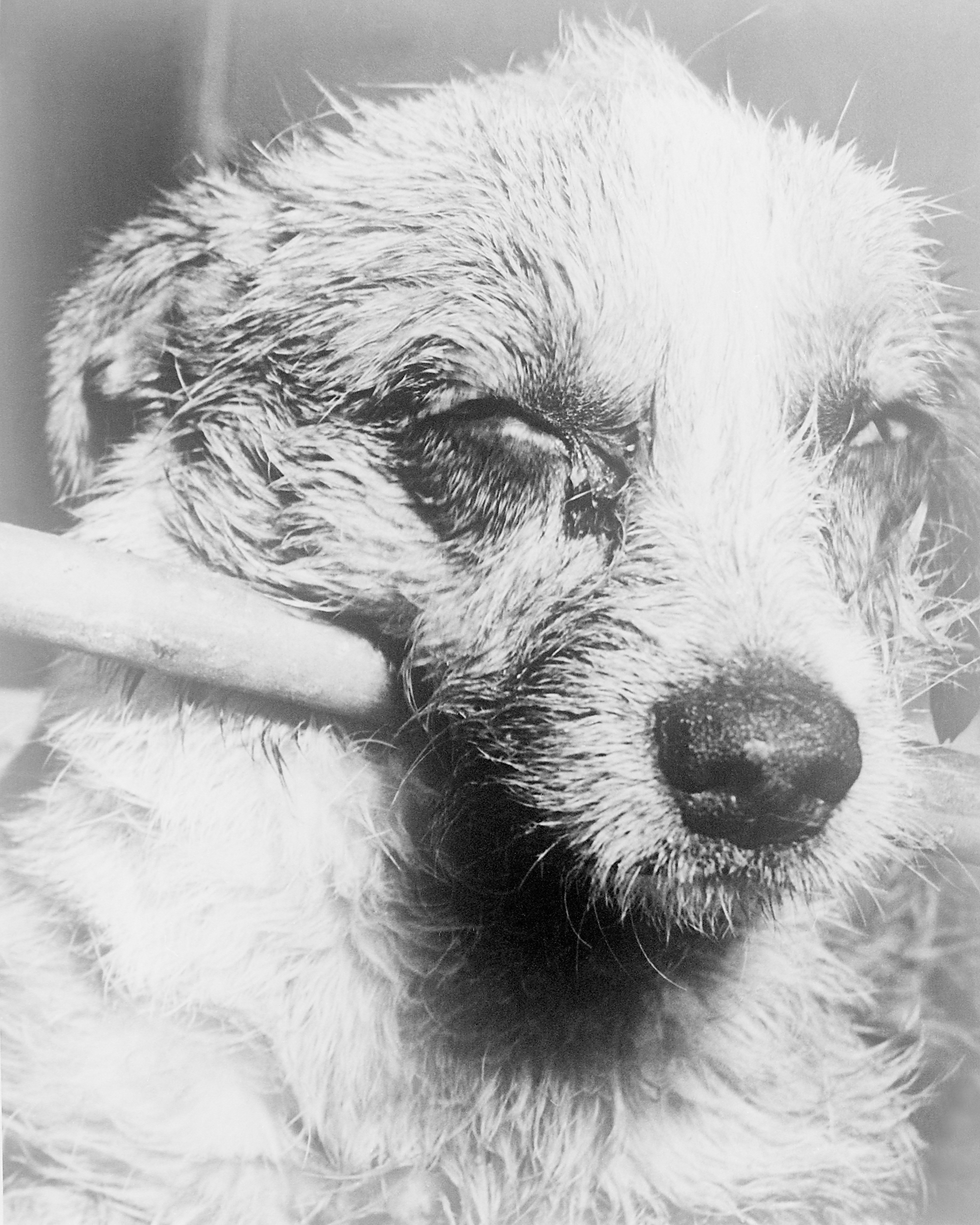
Chó dại ở dạng câm

## Thể dại câm
Thể dại câm hay thể dại im lặng hay thể dại bại liệt là dạng bệnh không có các biểu hiện lên cơn dại điên cuồng như thường thấy. Thời kỳ bị kích thích ngắn hay không có. Bệnh biểu hiện bằng bại liệt không nhất định ở chỗ nào. Chó chỉ có biểu hiện buồn rầu, ũ rũ. Con vật có thể bị bại liệt một phần cơ thể, nửa người, hai chân sau thông thường là liệt cơ hàm, mồm luôn hé mở, hàm trễ xuống, lưỡi thè ra. Nước dãi chảy lòng thòng, con vật không cắn, không sủa được, chỉ gầm gừ trong họng.
Quá trình này tiến triển 2 đến 3 ngày. Thể dại câm tiến triển nhanh hơn thể dại điên cuồng, thường chỉ 2 – 3 ngày vì hành tuỷ con vật bệnh virút tác động làm rối loạn hệ tuần hoàn và hô hấp sớm. Bệnh tiến triển từ 2 - 7 ngày, thường là 2 - 3 ngày, sau đó con vật chết. Thể này rất nguy hiểm vì người ta không nghĩ đến bệnh dại và mấy ngày đầu chó có thể cắn gia chủ, nếu như đến chăm sóc nó.
Ngoài 2 thể nói trên, đôi khi còn gặp thể ruột. Triệu chứng chính của thể ruột là chỉ thấy chó nôn mửa, đau bụng, có dấu hiệu viêm dạ dày - ruột. Con vật không có biểu hiện hung dữ hay bại liệt, sau 2 - 3 ngày thì chết.

## Những vụ tấn công

### Thống kê
Tháng 8 là mùa giao phối của loài chó, và đây cũng là thời điểm số lượng người bị chó cắn tăng đột biến so với các thời điểm khác trong năm. Mặc dù Việt Nam đến nay đã có vắc xin phòng bệnh dại, nhưng vẫn còn nhiều trường hợp tử vong đáng tiếc do thiếu hiểu biết trong phòng ngừa và điều trị sau khi bị chó cắn. Chó dại tấn công con người được ghi nhận nhiều trên thế giới. Theo ước tính, khoảng 20.000 người chết mỗi năm do nhiễm dại từ chó, nhiều hơn một phần ba số người chết vì bệnh dại trên toàn cầu, trung bình trên thế giới thì cứ 10 phút lại có một người chết vì dại. Việc giao lưu mua bán, vận chuyển giữa các đàn chó qua biên giới là yếu tố làm gia tăng việc lây truyền chó dại. Tại Trung Quốc năm 2007, số ca tử vong do bệnh dại đã tăng gấp 16 lần so với năm 1995.
Tháng 9 năm 2007, Bộ Y tế Việt Nam đã có báo cáo cho rằng tại Việt Nam, chỉ trong 8 tháng đầu năm 2007 đã có tới 81 trường hợp tử vong vì bị súc vật dại cắn Một nhà chức trách đã cảnh báo Bệnh dại ở Việt Nam đang có chiều hướng gia tăng trên khắp các tỉnh thành, đặc biệt Hà Nội kể từ sau khi tỉnh Hà Tây (cũ) sáp nhập vào hiện là nơi có tỷ lệ mắc bệnh dại cao nhất trong cả nước".

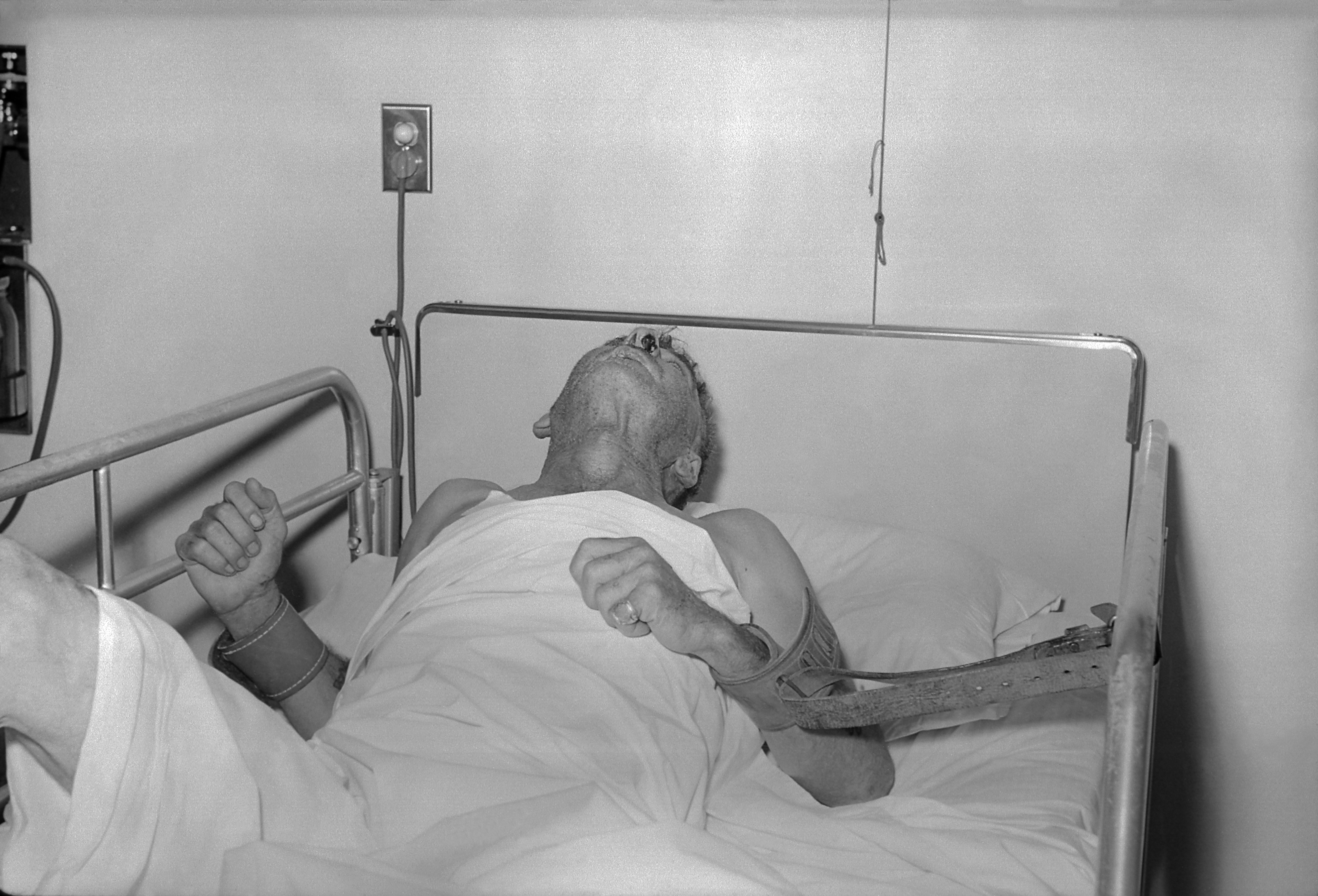
Bệnh nhân lên cơn dại

Từ tháng 1 đến tháng 4 năm 2009, trên địa bàn huyện Sìn Hồ, Phong Thổ và thị xã Lai Châu đã có gần 260 người nghi bị chó dại cắn, buộc phải tiêm phòng vắcxin dại. Cũng trong năm theo Sở Y tế Hà Nội cho biết, tính từ đầu năm 2009 đến tháng 7 năm 2009, theo thống kê sơ bộ, trên địa bàn Hà Nội đã có 9 ca tử vong do chó dại cắn, tăng hơn tổng số ca tử vong do chó dại năm 2008 (8 ca). Những ca tử vong này đều tập trung ở các huyện phía Tây thành phố, trong đó nhiều nhất là tại huyện Ba Vì.
Theo thống kê của Viện Vệ sinh dịch tễ Trung ương cho biết số người tử vong do chó dại cắn tiếp tục gia tăng trong 8 tháng đầu năm 2010, với hơn 40 người tử vong từ đầu năm. Trong đó, Hà Nội được coi là địa phương có số tử vong do bệnh dại cao nhất Việt Nam, với 7 bệnh nhân tính từ đầu năm 2010. Tính chung trên toàn quốc, số tử vong do bệnh dại tăng khoảng 20% so với cùng kỳ năm 2009. Riêng ở Huyện Minh Hoá mỗi năm có hàng chục người bị chó nhiễm dại tấn công và nhiều nạn nhân đã tử vong.
Tại Hà Nội từ đầu năm 2011, toàn thành phố đã có 6 bệnh nhân bị chó dại cắn và đã tử vong Tại Thành phố Hồ Chí Minh, tính đến tháng 4 năm 2011, đã có nhiều người bị chó dại cắn và tử vong vì quên tiêm phòng. Nhiều người trong số đó do chủ quan nên khi phát hiện triệu chứng dại đưa đến cấp cứu thì đã muộn. Trong đó có 03 trường hợp tử vong do quá khinh suất.
Một thống kê năm 2013 cho thấy Việt Nam hiện có khoảng 10 triệu con chó và từ năm 2009 đến 2013 đã phát hiện có 533 con chó bị bệnh dại, tỷ lệ tiêm phòng vaccine dại cho chó tại các địa phương đạt thấp (dưới 60%). Hàng năm có tới 650.000 người bị súc vật (chủ yếu là chó nghi dại) cắn phải đi tiêm vắc xin. Số người tử vong vì bệnh dại tuy chỉ còn khoảng 50 - 60 trường hợp nhưng hậu quả về sức khoẻ, tinh thần và thẩm mỹ do vết cắn của chó để lại thì rất nặng nề. Hơn 175.000 người bị chó cắn từ đầu 2013, trong đó 64 đã tử vong. nhiều tỉnh thành đặc biệt phía Bắc, xuất hiện tình trạng chó hoang mắc dại hoặc nghi nhiễm bệnh dại tấn công con người. Từ đầu năm 2013, có 63 người đã tử vong vì bị chó dại cắn, số người bị chó cắn và chết vì bệnh dại tập trung chủ yếu tại các tỉnh phía bắc như Sơn La, Phú Thọ, Nghệ An, Yên Bái, Hòa Bình, Vĩnh Phúc, Điện Biên, Tuyên Quang, Hà Giang, Lào Cai...
Trong quý I năm 2014, tại Thành phố Hồ Chí Minh Đã có hơn 400 trường hợp phải đi tiêm ngừa bệnh dại do chó cắn. tại khu vực phía Nam trong gần ba năm từ 2011 đến nay đã có trên 20 trường hợp tử vong do chó dại cắn. Từ cuối năm 2013, đến những tháng đầu năm 2014, tình hình dịch cúm gia cầm, bệnh chó dại bùng phát và diễn biến phức tạp tại một số địa phương trên địa bàn tỉnh Thanh Hóa. Trong đó, bệnh dại đã khiến 2 người tử vong.

### Một số vụ việc
Có nhiều báo cáo về những vụ việc chó dại tấn công con người, trong đó có những vụ việc thương tâm được báo chí tập trung phản ánh, cụ thể là:
- Ở Ấn Độ có trường hợp một con chó dại đã chui vào sân bay New Delhi tấn công và làm mọi người khiếp đảm trong gần 3 tiếng đồng hồ, cắn ít nhất 4 người, trong đó có 2 nhân viên sân bay trước khi bị một bảo vệ bắt.[18]
- Tháng 2 năm 2007, tại thị trấn Kim Sơn, huyện Quế Phong, Nghệ An, một con chó dại đã liên tiếp trong bốn ngày đã cắn 52 học sinh và 2 nhân viên của một trường tiểu học, sau bốn ngày phát dại con chó đã ốm rồi chết[19]
- Tháng 10 năm 2007, huyện Ninh Sơn, Ninh Thuận, một con chó dại đã cắn 33 người, trong số người bị chó cắn có 7 trẻ em dưới 10 tuổi, nhiều người bị vết thương rất nặng phải chuyển đi cấp cứu. Con chó đã bị đập chết.[20]
- Năm 2008, bệnh viện Bạch Mai Hà Nội cũng đã phải tiếp nhận hai trường hợp trẻ em bị chó cắn thương tâm.[14]
- Năm 2008, tại thôn Đông Lao, xã Đông La huyện Hoài Đức, Hà Nội, có một trẻ 5 tuổi bị chó dại cắn và tử vong, nguyên nhân là không tiêm phòng dại mà gia đình đã tự chữa vết chó dại cắn bằng nước lã và dầu gió. Đây là lời cảnh tỉnh cho công tác phòng chống bệnh dại ở các địa phương thuộc địa phận Hà Nội.
- Tháng 1 năm 2009, đàn chó dại gồm 6 mẹ con chó dại đã cắn 57 người sống tại thôn 4, xã Tân Phúc, huyện Hàm Tân, tỉnh Bình Thuận, trong đó có hai người tử vong. Nguyên nhân tử vong là do sự chủ quan và thiếu hiểu biết của những người liên quan, tưởng rằng chó không bị dại nên không đi tiêm ngừa, đến khi có dấu hiệu thì đã quá trễ.[21][22][23]
- Tháng 5 năm 2010, tại huyện Quốc Oai, quận Hà Đông (Hà Nội) lại xảy ra 2 vụ tử vong do chủ quan vì bị chó dại cắn, cùng thời điểm có 01 vụ tương tự tại Lạng Sơn.[24][25]
- Tháng 8 năm 2010, tại xã Trung Hoá, huyện Minh Hóa, tỉnh Quảng Bình, một con chó hoang không có chủ bị dại và kích động lao vào tấn công một lúc 15 người bằng những vết căn sâu ở tay, chân. Nạn nhân chủ yếu là phụ nữ và trẻ em đi chợ phiên của xã. Có người bị cắn nhiều nhát. Sau khi bị cắn, những người dân trong vùng đã đánh con chó đến chết.[26]
- Tháng 10 năm 2010, địa bàn xã Chiềng Sinh, huyện Tuần Giáo, Quảng Bình, một người dân đã bị chó dại cắn và tử vong sau đó vì lên bệnh dại. Nguyên nhân vẫn là do chủ quan khi bị chó dại cắn đã không đi tiêm phòng dẫn đến tử vong, cụ thể là nạn nhân đã hơn 1 tháng sau khi bị chó dại cắn, có biểu hiện phát bệnh và được đưa đến Trung tâm Y tế huyện để cứu chữa nhưng không qua khỏi. Tại địa phương này đã có 87 người bị chó dại cắn phải đi tiêm phòng.[27]
- Năm 2013, Có một con chó dại ở xã Trung Hoá đã gầm gừ và lao vào tấn công một lúc 15 người bằng những vết căn sâu ở tay, chân, nạn nhân chủ yếu là phụ nữ và trẻ em đi chợ phiên của xã, có người bị cắn nhiều nhát.[28]
- Năm 2013, tại huyện Bù Đốp tỉnh Bình Phước, có 01 con chó dại cắn 8 người, mỗi bệnh nhân có ít nhất 3 - 4 vết thương do chó dại cắn, có trường hợp đến 6 vết cắn.[29]

## Xử lý khi bị chó cắn
Khi bị chó hoặc súc vật cắn, cần phải xử trí vết thương theo trình tự như sau:

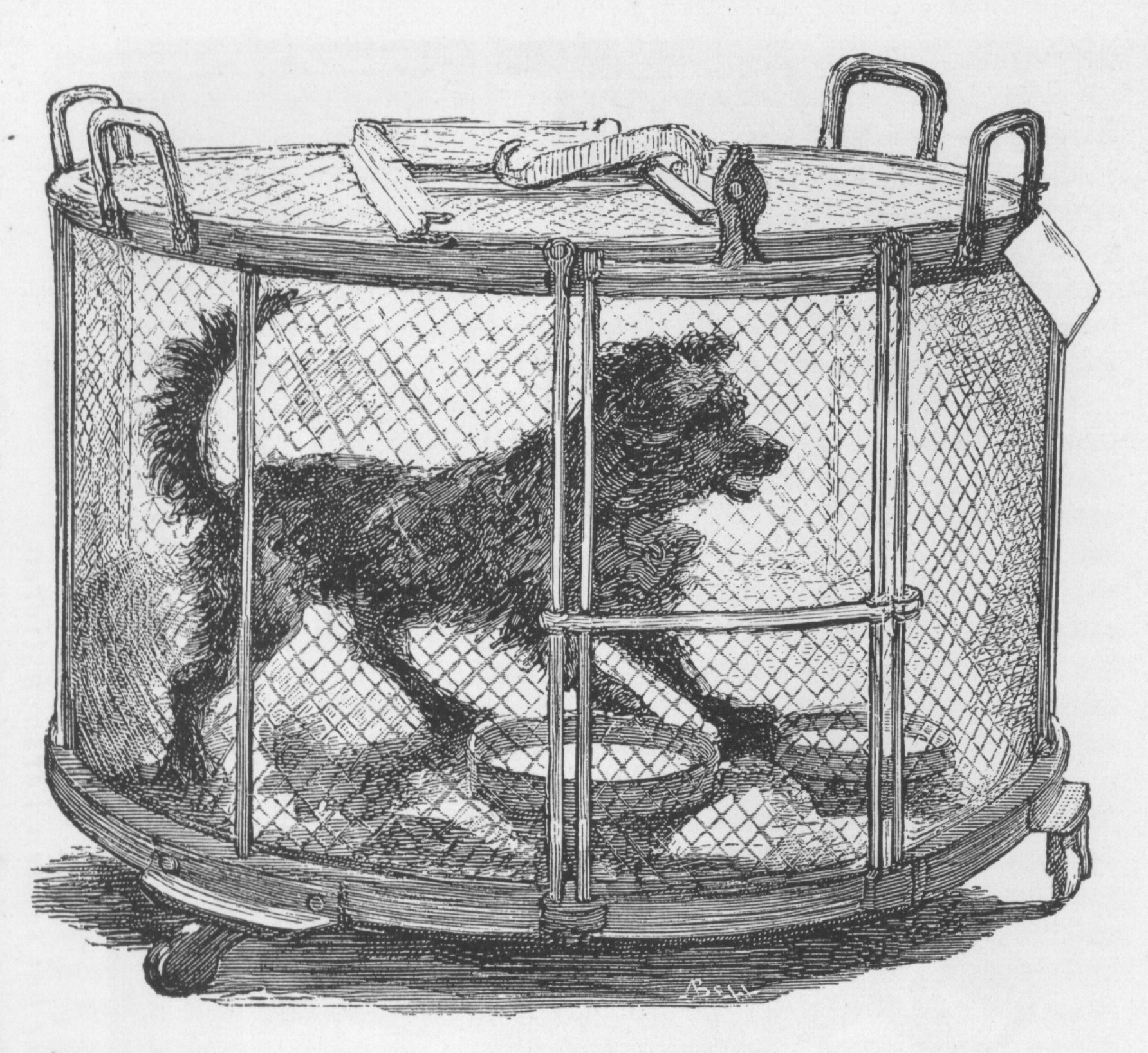
Theo dõi chó khi bị cắn

Rửa sạch vết cắn nhiều lần với xà bông đặc hoặc các chất tẩy giặt khác, rửa vết thương dưới vòi nước mạnh ít nhất 5 phút, lấy bỏ hết dị vật và mô dập nát. Sát trùng vết thương bằng dung dịch cồn 70% hoặc dung dịch iode, lưu ý là xà phòng đặc 20%, sau đó rửa bằng nước muối 9%, bôi chất sát khuẩn như cồn, cồn iod đậm đặc… làm giảm tới mức tối thiểu lượng virus tại nơi xâm nhập.. Không khâu kín da hoặc băng quá kín. Dùng kháng sinh phòng ngừa nhiễm trùng vết cắn. Đề phòng uốn ván bằng huyết thanh kháng độc tố (SAT) và vaccin (Tetavax).
Xử trí tại chỗ bằng: Rửa ngay thật kỹ vết thương bằng xà phòng đặc, nước muối đặc, dội nước sạch nhiều lần, bôi chất sát khuẩn như cồn và iod đậm đặc nhằm sát khuẩn, giảm thiểu lượng virus dại ở vết thương. Không làm dập nát vết thương và chỉ khâu trong 3-5 ngày. Sau đó, đến cơ sở y tế để được tiêm vacxin dại càng sớm càng tốt. Đối với người già, phụ nữ có thai, người bị bệnh lao, thận, gan, tim mạch, sốt rét… cần hỏi bác sĩ chuyên khoa để được theo dõi tiêm và có ý kiến về cách điều trị.
Sẽ phải tiêm phòng dại ngay nếu:
- Chó lên cơn hoặc có biểu hiện nghi dại.
- Vết cắn ở đầu, mặt, cổ.
- Vết cắn gần hệ thần kinh trung ương (đầu, mặt, cổ tay) đầu chi, bộ phận sinh dục, kể cả khi chỉ bị sây xát nhẹ hoặc có nhiều vết cắn, vết cắn sâu, chó lên cơn dại… cần phải tiêm kháng huyết thanh dại và vaccine trong vòng một ngày nhưng phải khác vị trí tiêm. Tiêm huyết thanh dại càng sớm thì hiệu quả càng cao. Nếu chậm cũng không nên để quá 7 ngày sau khi bị cắn.
- Có nhiều vết cắn nguy hiểm, sâu.
- Không theo dõi được con chó đã cắn.
- Tại nơi bị cắn có súc vật bị dại.

Nếu nạn nhân bị chó cắn nhưng không biết là chó dại hay không, thì nên tiêm chủng ngừa sớm trong vòng 2 ngày thì hiệu quả phòng bệnh rất cao, chủng ngừa chậm thì hiệu quả sẽ giảm nhưng vẫn còn hiệu quả, do đó có tiêm chủng vẫn còn hơn.
Trường hợp phải theo dõi con chó trong 15 ngày:
- Vết cắn nhẹ, xa não.
- Con chó vẫn sống bình thường khỏe mạnh.
- Không phát hiện bệnh dại ở súc vật trong khu vực.

Nhiều trường hợp chó cắn ngoài quần áo, tuy trên da vẫn có vết xước nhưng cũng không cần tiêm vì không bị virus xâm nhập. Trong thời gian theo dõi, nếu con vật bị ốm, bỏ ăn, chết, mất tích hay bị bán, mổ thịt thì cần đi tiêm ngay. Sau 15 ngày, nó vẫn sống khỏe mạnh thì có thể yên tâm.
Đối với con chó cắn người, nếu còn sống nên nhốt nó trong 10 ngày và theo dõi, nếu chó vẫn còn khoẻ mạnh thì có thể ngưng các biện pháp điều trị. Nếu chó bị đập chết, nên cắt đầu chó để xét nghiệm xác định bệnh dại, nếu không thể xét nghiệm thì nên đi tiêm phòng ngay.
Một số trường hợp không cần phải tiêm vắcxin là
- Bị chó cắn bóng, nghĩa là không đụng chạm gì tới người.
- Bị chó cắn qua quần áo dày mà không xước da hoặc bị chó liếm vào chỗ da lành không có vết xước.
- Những người đã tiếp xúc, sống chung với người bị bệnh dại, kể cả có ăn ngủ cùng phòng (trừ khi bị người lên cơn dại cắn có vết thương).

Lưu ý: Khi bị chó dại cắn, tuyệt đối không được tự chữa trị bằng các phương pháp dân gian (thuốc nam, lá thuốc, bôi dầu...) vì không có tác dụng phòng bệnh. Hoặc nếu đợi đến khi xuất hiện triệu chứng mới đi tiêm phòng thì cũng không thể cứu chữa được nữa. Vì vậy, người bị cắn phải đến ngay cơ sở y tế gần nhất để được bác sĩ khám và tiêm phòng càng sớm càng tốt.

## Phòng tránh
Người nuôi chó phải trông giữ, xích nhốt cẩn thận để tránh trường hợp chó tấn công người (đặc biệt đối với trường hợp chó đã mắc bệnh dại), ảnh hưởng đến tính mạng, sức khỏe, tài sản của người khác.
Quan trọng là để phòng bệnh, không để chó chạy rông, tiêm chủng cho chó nếu nuôi trong nhà. Không cho chó liếm vào các vết ghẻ lâu lành, đã có nhiều người chết vì dại, chỉ vì muốn chữa lành ghẻ. Tuyệt đối không bán chạy chó ở nơi đang có dịch sang vùng không có dịch, để ngăn chặn phát tán bệnh dại sang vùng chưa có dịch. Những người tiếp xúc với chó mèo dại, những người bị chó mèo dại cắn phải đi tiêm phòng ngay càng sớm càng tốt.
Phòng tránh bằng tuyên truyền nâng cao trách nhiệm của người nuôi chó. Cần lưu ý, khi con chó đã bị dại thì trong tuyến nước bọt và các dây thần kinh đều có virus dại, các bộ phận khác cũng có thể chứa virus nên rất nguy hiểm. Tuyệt đối không dùng làm thức ăn cho người và gia súc.
Tham gia phong trào phòng chống bệnh dại liên quan, tích cực đẩy mạnh việc xử lý những vấn đề chó dại phát sinh tồn tại trong xã hội.